# Pipes and Pints
Pipes and Pints est un groupe tchèque de punk rock, originaire de Prague. Le groupe est formé en 2006 et son style musical combine le punk rock avec la cornemuse des Highlands,. Leur album Found and Lost remporte le prix du meilleur album dans la catégorie punk et hardcore aux Anděl Awards 2012.

## Discographie

### Albums studio
- 2008 : Until We Die (Unrepentant Records/Wolverine Records - 2009-2014, Fly High Booking)
- 2012 : Found and Lost (Supraphon Records/People Like You Records)
- 2019 : The Second Chapter (Fly High Booking)

### Singles
- 2017 : Raise our Flag (Fly High Booking)
- 2018 : Karma Killer (Fly High Booking)
- 2018 : Dark into the Night (Fly High Booking)
- 2018 : Rebel in my Veins (Fly High Booking)

### EP
- 2008 : EP 2008

### Compilations
- 2009 : Die Ox-CD No. 87 (Ox-Fanzine)
- 2009 : Saints and Sinners (Wolverine records)
- 2009 : Punk Rock Potluck Vol. 3 (PunkRockReview.org)
- 2009 : Almost St. Patrick's Day Vol. 2